# Nemoura spiniloba
Nemoura spiniloba är en bäcksländeart som beskrevs av Jewett 1954. Nemoura spiniloba ingår i släktet Nemoura och familjen kryssbäcksländor. Inga underarter finns listade i Catalogue of Life.